# Tito Leati
Tito Leati (Bologna, 31 gennaio 1969) è un autore di giochi e traduttore italiano.

## Biografia
Si è laureato in DAMS all'Università di Bologna con tesi in italianistica e si è specializzato nell'insegnamento dell'italiano agli stranieri. Nel 2000 inizia la sua collaborazione con la Wizards of the Coast scrivendo Trial of the Frog, un'avventura per la rivista di giochi di ruolo Dungeon. La sua collaborazione con la Wizards of the Coast si protrae fino al 2005, con vari articoli pubblicati sempre su Dungeon. Parallelamente tra la fine del secolo e gli inizi degli anni 2000 collabora anche ad alcuni progetti della Profantasy Software, quali il Campaign Cartographer e il Forgotten Realms Interactive Atlas, di cui quest'ultimo commissionato proprio dalla Wizards of the Coast.
Nel 2005 inizia una collaborazione la Paizo Publishing sempre come articolista, stavolta oltre che sulla sola Dungeon anche su Dragon, nel breve interregno in cui l'editore prese in mano le redini delle due riviste prima che ripassassero definitivamente alla Wizards of the Coast. La collaborazione con Paizo si protrae in maniera saltuaria anche successivamente e continua tuttora, stavolta prevalentemente come autore di alcuni numeri degli Adventure Path del gioco di ruolo Pathfinder.
Dal 2007 al 2018 ha lavorato come traduttore presso Nintendo of Europe. Dal 2014 collabora con Giochi Uniti, traducendo dal tedesco giochi di Kosmos Verlag, Hans im Glück e altri editori.

## Opere

### Articoli
- 2000
  - Trial of the Frog; avventura (AD&D 2nd) apparsa su Dungeon numero 78, Wizards of the Coast
  - Iriandel; avventura apparsa (D&D 3e) su Dungeon numero 83, Wizards of the Coast
- 2001
  - The Shalm's Dark Song; avventura (D&D 3e) apparsa su Dungeon numero 87, Wizards of the Coast
  - The Seventh Arm; avventura apparsa (D&D 3e) su Dungeon numero 88, Wizards of the Coast
- 2002
  - The Swarm[5]; avventura apparsa (D&D 3e) su Dungeon numero 92, Wizards of the Coast
- 2003
  - The Demonskar Legacy; avventura (D&D 3e) apparsa su Dungeon numero 104, Wizards of the Coast
- 2005
  - Fiendish Footprints[6]; avventura (D&D 3.5) apparsa su Dungeon numero 122, Paizo Publishing
  - The Champion's Belt; avventura (D&D 3.5) apparsa su Dungeon numero 128, Paizo Publishing
  - Ecology of the Spell Weaver; articolo (D&D 3.5) apparsa su Dragon numero 338, Paizo Publishing
- 2006
  - The Palace of Plenty; avventura (D&D 3.5) apparsa su Dungeon numero 130, Paizo Publishing
  - Dawn of a New Age; avventura (D&D 3.5) apparsa su Dungeon numero 135, Paizo Publishing
- 2007
  - City of Broken Idols; avventura (D&D 3.5) apparsa su Dungeon numero 145, Paizo Publishing
  - Ecology of the Kopru; articolo (D&D 3.5) apparsa su Dragon numero 354, Paizo Publishing

### Pubblicazioni
- 2005
  - Dungeons & Dragons: The Shackled City Adventure Path Hardcover; avventura (D&D 3.5), Paizo Publishing; coautore
  - Tome of Ultimate Mapping; supplemento (sistema universale), ProFantasy Software; coautore
- 2008
  - Pathfinder Chronicles: Campaign Setting; supplemento geografico (d20 system), Paizo Publishing; coautore
  - Pathfinder Adventure Path #12: Crown of Fangs (Curse of the Crimson Throne 6/6)[7], avventura (d20 system), Paizo Publishing; coautore
  - Pathfinder Companion Seconda Oscurità; supplemento geografico (d20 system), Wyrd Edizioni; traduttore
  - Pathfinder Saga Seconda Oscurità: Un'Ombra nel Cielo; avventura (d20 system), Wyrd Edizioni; traduttore
- 2009
  - Pathfinder Companion Elfi di Golarion; supplemento (d20 system), Wyrd Edizioni, revisore
  - Pathfinder Saga Seconda Oscurità: Figli del Vuoto; avventura (d20 system), Wyrd Edizioni; revisore e traduttore
  - Pathfinder Saga Seconda Oscurità: L'Eco dell'Armageddon; avventura (d20 system), Wyrd Edizioni; revisore e traduttore
  - Labyrinth Lord - Il Signore dei Labirinti; regolamento base (d20 system), Goblinoid Games, editing e traduttore[8]
- 2010
  - Pathfinder Roleplaying Game: GameMastery Guide[9]; manuale base (PF RPG), Paizo Publishing; coautore
  - Pathfinder Saga Seconda Oscurità: Notte Senza Fine; avventura (d20 system), Wyrd Edizioni; revisore e traduttore
  - Labyrinth Lord Edizione Avanzata; regolamento avanzato (d20 system), Goblinoid Games, editing e traduttore[10]
- 2011
  - Pathfinder Campaign Setting: The Inner Sea World Guide[11]; supplemento geografico (PF RPG), Paizo Publishing; coautore
  - Fangs from the Past[12]; avventura (Pathfinder System Compatible Product), Giochi Uniti/Øone Games; autore
  - Season I Episode 07: The Plumb Line; avventura (Pathfinder System Compatible Product), Øone Games; coautore
- 2012
  - Pathfinder Adventure Path #53: Tide of Honor (Jade Regent 5/6)[13], avventura (PFRPG), Paizo Publishing; coautore
  - Pathfinder Adventure Path #64: Beyond the Doomsday Door (Shattered Star 4/6)[14], avventura (PFRPG), Paizo Publishing; coautore
- 2013
  - Pathfinder Campaign Setting: Dragons Unleashed; supplemento (PF RPG), Paizo Publishing; coautore
- 2014
  - L'Era di Zargo; gioco di ruolo (d20 system), Raven Distribution; coautore
  - Sundering Adventure III: Dreams of the Red Wizards: Scourge of the Sword Coast; avventura (D&D 5e), Wizards of the Coast; coautore
  - Murder à la Carte; avventura (Pathfinder System Compatible Product), Giochi Uniti/Øone Games; coautore
- 2015
  - Pathfinder Adventure Path numero 96: Shadow of the Storm Tyrant (Giantslayer 6 of 6)[15], avventura (PFRPG), Paizo Publishing; coautore
- 2016
  - Pathfinder Adventure Path: Curse of the Crimson Throne[16], avventura (PFRPG), Paizo Publishing; coautore
  - Pathfinder Adventure Path numero 110: The Thrushmoor Terror (Strange Aeons 2/6), avventura (PFRPG), Paizo Publishing; coautore
  - The Sinking: Great City Campaign Serial; avventura (Pathfinder System Compatible Product), Øone Games; coautore
  - Kata Kumbas: Avventure per Laitia; avventura (Savage Worlds), GG Studio; coautore
- 2017
  - Threads of the Orb Weaver; avventura (D&D 5e Compatibile), Øone Games; autore
- 2018
  - Pan's Guide for New Pioneers; supplemento (Pugmire RPG), Onyx Path Publishing; coautore

### Videogiochi
- 2005
  - Cold Winter; Sierra Entertainment; tester
  - Crash Tag Team Racing; Sierra Entertainment; tester
  - The Incredible Hulk: Ultimate Destruction; Sierra Entertainment; tester
- 2007
  - Fire Emblem: Radiant Dawn; Nintendo; traduttore
  - Professor Layton and the Curious Village; Nintendo; traduttore
- 2009
  - Another Code: R - A Journey into Lost Memories; Nintendo; traduttore
  - Endless Ocean: Blue World; Nintendo; traduttore
- 2010
  - Mario Sports Mix; Nintendo; traduttore
  - Xenoblade Chronicles; Nintendo; traduttore
- 2012
  - New Super Mario Bros. U; Nintendo; traduttore
- 2013
  - Mario & Luigi: Dream Team; Nintendo; traduttore
  - New Super Luigi U; Nintendo; traduttore
- 2014
  - Yoshi's New Island; Nintendo; traduttore
- 2015
  - Animal Crossing: Happy Home Designer; Nintendo; traduttore
  - Mario vs. Donkey Kong: Tipping Stars; Nintendo; traduttore
- 2016
  - Mario Party: Star Rush; Nintendo; traduttore
  - Miitopia; Nintendo; traduttore
  - Star Fox Guard; Nintendo; traduttore
  - Star Fox Zero; Nintendo; traduttore
  - Super Mario Maker per Nintendo 3DS; Nintendo; traduttore
- 2017
  - Fire Emblem Echoes: Shadows of Valentia; Nintendo; traduttore
  - Kirby Battle Royale; Nintendo; traduttore
  - Mario Sports: Superstars; Nintendo; traduttore
  - Xenoblade Chronicles 2; Nintendo; traduttore
  - Yoshi Woolly World; Nintendo; traduttore

- 2018
  - Mario Tennis Aces; Nintendo; traduttore
  - Super Mario Party; Nintendo; traduttore